# Bulldog Jack
Bulldog Jack è un film del 1935 diretto da Walter Forde che, negli Stati Uniti, fu distribuito con il titolo Alias Bulldog Drummond. Il film si basa sui personaggi creati da H. C. "Sapper" McNeile.

## Trama
Sostituendosi al vero Bulldog Drummond che non può agire essendosi infortunato, Jack Pennington - desideroso di avventure - si mette sulle tracce di una banda di rapinatori il cui covo sotterraneo si trova in un ramo abbandonato della metropolitana.

## Produzione
Il film fu prodotto da Michael Balcon per la Gaumont British Picture Corporation.

## Distribuzione
Distribuito dalla Gaumont British Distributors, il film fu presentato in prima al Tivoli Theatre di Londra nell'aprile 1935.
Il copyright del film, richiesto dalla Gaumont-British Picture Corp. of America, fu registrato il 15 luglio 1935 con il numero LP5776. Negli Stati Uniti, il film - con il titolo di Alias Bulldog Drummond - fu distribuito in una versione di 62 o 63 minuti, presentato in prima al Globe Theatre di New York.